# Fidei donum
L'espressione fidei donum (in latino: "dono di fede") indica i presbiteri, i diaconi e i laici diocesani che vengono inviati a realizzare un servizio temporaneo (6-15 anni, normalmente) in un territorio di missione dove già esiste una diocesi, con una convenzione stipulata tra il vescovo che invia e quello che riceve il missionario (o i missionari).

## Storia
L'enciclica Fidei donum, scritta da papa Pio XII e pubblicata il 21 aprile 1957, fu accolta con entusiasmo in molte diocesi, soprattutto d'Italia, e in breve non solo il continente africano ma anche l'America Latina sollecitò l'aiuto dei missionari fidei donum nella linea dell'enciclica.
Il primo effetto fu che i preti che volevano svolgere un servizio missionario trovarono disponibilità da parte dei loro vescovi. La prima generazione di fidei donum partì a titolo individuale, realizzando spesso un sogno accarezzato da anni. Ciò fu fino al Concilio Vaticano II. È l'epoca dei "pionieri". Molti di questi presbiteri continuarono e in alcuni casi continuano il loro servizio, senza nessuna prospettiva di ritornare alla loro diocesi.
La celebrazione del Concilio Vaticano II apportò idee nuove: la missionarietà non era più pensabile come cosa dei singoli, ma come opera della stessa Chiesa nel suo complesso. Si entrò così nella seconda fase: il riconoscimento della missionarietà di tutto il popolo di Dio. La Chiesa locale non "collabora" con i missionari, ma "si fa" missionaria.
In questo contesto, il linguaggio usato negli anni settanta e ottanta amava espressioni del tipo "la tal diocesi ha una parrocchia in tal paese di missione": si vedeva cioè la presenza dei missionari fidei donum come un'estensione del lavoro della diocesi: una parrocchia in più, in Africa o in America Latina.
A partire dagli anni ottanta la riflessione ha portato a concepire le cose in maniera diversa: la missione dei fidei donum cominciò a essere considerata espressione della collaborazione missionaria tra due Chiese, la Chiesa a quo che invia i missionari e la Chiesa ad quem che li riceve; più ancora viene vista come scambio di doni fra due Chiese sorelle, comunione e sinergia nella linea dell'evangelizzazione e costruzione del Regno.
È altresì diventata comune la prassi di stipulare una convenzione tra le due Chiese, specificando l'impegno reciproco. Tale convenzione ha normalmente durata triennale rinnovabile, ed è firmata dai vescovi delle due diocesi e dai missionari. In questa prospettiva i fidei donum sono al servizio della Chiesa locale. Il vescovo ad quem dispone di loro secondo le esigenze della pastorale della sua diocesi.
A partire dalla fine degli anni novanta si è cominciato a integrare anche i laici accanto ai preti fidei donum. Di fatto, in quasi tutte le missioni delle diocesi italiane lavorano insieme preti e laici, e spesso anche diaconi e religiose.
A partire dagli anni duemila si è assistito all'invio di missionari fidei donum anche da parte delle giovani Chiese, verso Chiese sorelle del medesimo continente. Tale pratica, comune in Africa, è cominciata anche in America Latina.
Un punto dibattuto è sull'opportunità che l'invio sia a una Chiesa occidentale (Europa e America del Nord). Molti vescovi non accettano questa forma, a causa della situazione di miseria della diocesi a quo, che sposta l'accento della collaborazione missionaria sulla possibilità da parte del missionario "povero" di sistemarsi economicamente e di inviare rimesse alla sua famiglia. Ciononostante varie diocesi italiane hanno accolto fidei donum provenienti dal terzo mondo.
Il numero dei preti fidei donum italiani era di 1052 nel 1999. Nel 2019 erano 400.